# 韓歆
韓 歆（かん きん、? - 39年）は、中国の新代から後漢時代初期にかけての政治家・武将。字は翁君。荊州南陽郡棘陽県の人。子は韓嬰。

## 事跡

### 初期の事跡
| 姓名           | 韓歆                                                                                   |
| 時代           | 新代 - 後漢時代                                                                        |
| 生没年         | 生年不詳 - 39年（建武15年）                                                            |
| 字・別号       | 翁君（字）                                                                             |
| 本貫・出身地等 | 荊州南陽郡棘陽県                                                                       |
| 職官           | 河内太守〔更始〕→軍師〔劉秀（後漢）〕 →尚書令〔後漢〕→沛郡太守〔後漢〕 →大司徒〔後漢〕 |
| 爵位・号等     | 扶陽侯〔後漢〕                                                                         |
| 陣営・所属等   | 更始帝→光武帝                                                                          |
| 家族・一族     | 子：韓嬰                                                                               |

最初は更始帝（劉玄）配下で、河内太守に任命されている。更始2年（24年）、劉秀（後の光武帝）が河内へ進攻しようとすると、韓歆は同郷の配下の岑彭と河内防衛について相談する。この時の岑彭は劉秀に反抗すべきでないと諫言したが、韓歆は耳を貸さなかった。しかし劉秀が懐県（河内郡）まで進軍してくると、韓歆は急転、降伏してしまう。韓歆が最初は反抗を目論んでいたと知った劉秀は、これを斬り捨てようとした。しかし新たに配下に加わった岑彭が、韓歆は南陽の豪族であるから有用であると進言したため、劉秀は赦して配下に加えた。
同年末、鄧禹が三輔進攻のための軍を編成すると、韓歆はその軍師として起用され、随従している。これらを含めて戦功があり、韓歆は扶陽侯に封じられた。

### 直言の末の死
その後、韓歆は尚書令に任命され、建武4年（28年）、『春秋左氏伝』（左氏春秋）博士を設置しようとしたが、これに反対する博士范升と対立・論争している。さらに沛郡太守を歴任し、建武13年（37年）3月、死去した侯覇の後任として、韓歆は大司徒に起用された。
しかし、韓歆は常に隠し憚ることなく直言したため、光武帝はその意見を常に受け入れようとはしなかった。朝会において、光武帝が隗囂・公孫述との間で交わした書簡を読むと聞くと、韓歆は「亡国の君主はいずれも才能がありました。桀と紂も然りです」と言い、光武帝は大いに怒って、奇矯な行いをすると見なした。さらに韓歆は、まもなく飢饉・凶作の年になるであろうことを論証し、思いのままに発言している。
建武15年（39年）1月、韓歆は、連座によって大司徒から罷免され、郷里に戻った。光武帝は韓歆を罷免しただけでは収まらず、使者を派遣して詔書をもってこれに叱責を加えている。司隷校尉鮑永が赦しを請うたが容れられず、ついに韓歆とその子の韓嬰は自殺に追い込まれた。韓歆の名声は高く、死が罪とつりあわないと多くの者が不満を抱いたため、光武帝は後に韓歆の遺族に金銭・穀物を下賜し、非礼にならない様に葬った。

## 関連記事
- 新末後漢初